# Philippus I Philadelphus

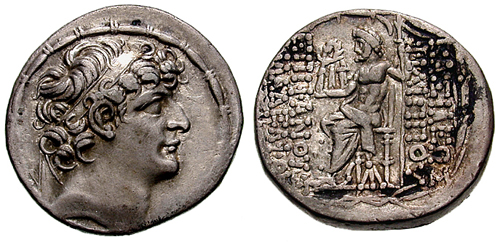
Tetradrachme van Philippus I Philadelphus. De kopzijde (links) toont het gekroonde hoofd van Philippus. De muntzijde toont een gezeten Zeus met nikè en scepter

Philippus I Philadelphus (Grieks: Φίλιππος Α' Φιλάδελφος, "Philip die zijn broeder liefheeft"), was een vorst van het Hellenistische Seleucidenkoninkrijk 
Hij was de vierde zoon van  Antiochus VIII Grypus. Hij nam de diadeem aan in 95 v.Chr. samen met zijn oudere (tweeling?)broer Antiochus XI Epiphanes, nadat de oudste zoon Seleucus VI Epiphanes gedood was door hun neef Antiochus X Eusebes. Hij wist zich in 87 v.Chr. in Antiochië te vestigen en overleefde aanvallen van zijn jongere broer Demetrius III Eucaerus. Er was al een eind gekomen aan zijn regering in 83 v.Chr. toen Tigranes II van Armenië Syrië veroverde. Hij verdwijnt daarna uit de geschiedenis, maar later werden er door de Romeinse autoriteiten nog wel munten geslagen met zijn beeltenis.